# Округ Укермарк
Округ Укермарк у Бранденбургу је најпространији округ Немачке. 
Површина округа је 3.058,1 km². Крајем 2007. имао је 134.958 становника. Има 34 насеља, од којих је седиште управе у Пренцлауу. 
Округ Укермарк се налази на крајњем североистоку Бранденбурга, на граници са Пољском. Северни део историјске регије Укермарк сада припада суседној држави Мекленбург-Западна Померанија. 